# NGC 5544
NGC 5544 (другие обозначения — UGC 9142, ARP 199, MCG 6-31-90, VV 210, ZWG 191.73, PRC D-46, KCPG 422A, PGC 51018) — галактика в созвездии Волопас.
Этот объект входит в число перечисленных в оригинальной редакции «Нового общего каталога».